# Норвилл, Джейсон
Джейсон Норвилл (англ. Jason Norville; род. 9 сентября 1983 года, Сангре-Гранде, Тринидад и Тобаго) — тринидадский футболист, нападающий.

## Карьера
Начинал свою профессиональную карьеру в английском клубе Чемпионшипа «Уотфорд». За четыре сезона Норвилл провел за него 13 игр и забил один гол. Затем он перешел в «Барнет», однако стать игроком основы в нём он также не смог.
Завершал свою карьеру нападающий в английских командах низших лиг.

## Сборная
В 2003 году Джейсон Норвилл провел один матч за сборную Тринидада и Тобаго.